# Only Teardrops (음반)
《Only Teardrops》는 덴마크의 가수 에멜리에 데 포레스트의 데뷔 음반으로, 2013년 5월 6일 발매되었다. 앨범에 수록된 같은 이름의 곡 Only Teardrops은 유로비전 송 콘테스트 2013의 우승 곡이다.
| 노래                     | 송라이터                                                  | 프로듀서                         | 길이     |
| ------------------------ | --------------------------------------------------------- | -------------------------------- | -------- |
| Teardrops Overture       | 리세 카블레, 율리아 파브린, 토마스 스텡고르               | 프레데레크 타에                  | 0분 47초 |
| Hunter & Prey            | 에멜리에 데 포레스트, 리세 카블레, 야코브 샤크 글레스네르 | 야코브 샤크 글레스네르           | 3분 29초 |
| Change                   | 에멜리에 데 포레스트, 페테르 베른스코우, 레네 디싱        | 페테르 베른스코우                | 3분 59초 |
| Only Teardrops           | 리세 카블레, 율리아 파브린, 토마스 스텡고르               | 프레데레크 타에                  | 3분 02초 |
| What Are You Waiting For | 율리아 파브린, 페테르 베른스코우, 레네 디싱               | 페테르 베른스코우                | 3분 36초 |
| Haunted Heart            | 에멜리에 데 포레스트, 리세 카블레, 토마스 스텡고르        | 토마스 스텡고르, 스테판 순스트룀 | 3분 35초 |
| Force of Nature          | 에멜리에 데 포레스트, 마르쿠스 빈테르욘                   | 프레데레크 타에                  | 3분 43초 |
| Beat the Speed of Sound  | 에멜리에 데 포레스트, 리세 카블레, 야코브 샤크 글레스네르 | 야코브 샤크 글레스네르           | 3분 50초 |
| Soldier of Love          | 에멜리에 데 포레스트, 율리아 파브린, 루네 브라게르        | 루네 브라게르                    | 3분 25초 |
| Running in My Sleep      | 에멜리에 데 포레스트, 마르쿠스 빈테르욘                   | 프레데레크 타에                  | 3분 38초 |
| Let It Fall              | 에멜리에 데 포레스트, 리세 카블레, 프레데레크 타에        | 프레데레크 타에                  | 3분 38초 |
| Only Teardrops           | 리세 카블레, 율리아 파브린, 토마스 스텡고르               | 프레데레크 타에                  | 3분 18초 |